# Parc national de Korup
Pour les articles homonymes, voir Korup.
Le parc national de Korup (anglais : Korup National Park) est l'un des parcs nationaux du Cameroun. Il a été distingué comme réserve de biosphère par l'Unesco en 2023. Il est situé dans la région du Sud-Ouest du pays et partage une frontière commune avec le parc national de Cross River au Nigeria.

## Accès

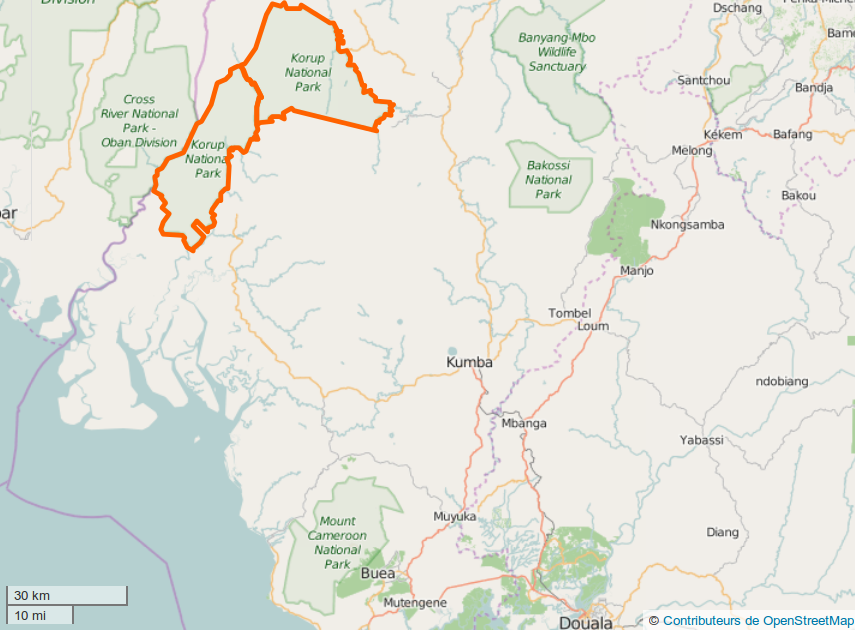
Localisation.

On peut accéder au parc par la route ou par bateau. Par la route, les visiteurs en provenance de Douala traversent d'abord Kumba, le port fluvial d'Ekondo-Titi et Ekondo Nane, sur une distance de 250 km, avant d'arriver à Mundemba où se trouve l'entrée du parc.
 Ils peuvent également s'y rendre en bateau, au départ de Limbé, en traversant l'estuaire du Rio del Rey pour atteindre la rivière Ndian.

## Historique
Le Parc national de Korup (PNK) a été créé par le décret présidentiel n° 86/1283 du 30 octobre 1986.
Le 2 février 2018, un dossier de candidature est soumis à l'Unesco en vue de son inscription sur la liste indicative du patrimoine mondial.
En 2023, la forêt avec pour aire centrale le parc est désignée par l'Unesco au titre de réserve de biosphère.

## Description
Le parc est unique en son genre. Il couvre 1 260 km2 et est considéré comme l’une des plus vieilles forêts tropicales humides du monde. La richesse de sa faune et de sa flore réside dans le fait qu’il a survécu à l’ère glaciaire et aujourd’hui il ressemble à un musée de plus de 60 millions d’années.

## Flore
On y trouve plusieurs plantes endémiques comme Diospyros korupensis.
Plus de 400 essences d’arbres et de nombreuses plantes médicinales y ont été identifiées. On y a notamment découvert une liane (Ancistrocladus korupensis) qui aurait des effets positifs dans le traitement contre certains cancers et contre le VIH.
De nombreuses espèces végétales sont endémiques et plusieurs doivent leur épithète spécifique à Korup :
- Ancistrocladus korupensis
- Berlinia korupensis
- Cassipourea korupensis
- Crotonogynopsis korupensis
- Cryptosepalum korupense
- Dichapetalum korupinum
- Dichapetalum letouzeyi
- Didelotia korupensis
- Diospyros korupensis
- Englerodendron korupense
- Gambeya korupensis
- Gluema korupensis
- Justicia tenuipes
- Laccosperma korupensis
- Memecylon korupense
- Physacanthus talbotii
- Psychotria korupensis
- Talbotiella korupensis
- Talbotiella velutina
- Tessmannia korupensis
- Tetraberlinia korupensis
- Tricalysia achoundongiana
- Uvariopsis korupensis
- Vitex lokundjensis

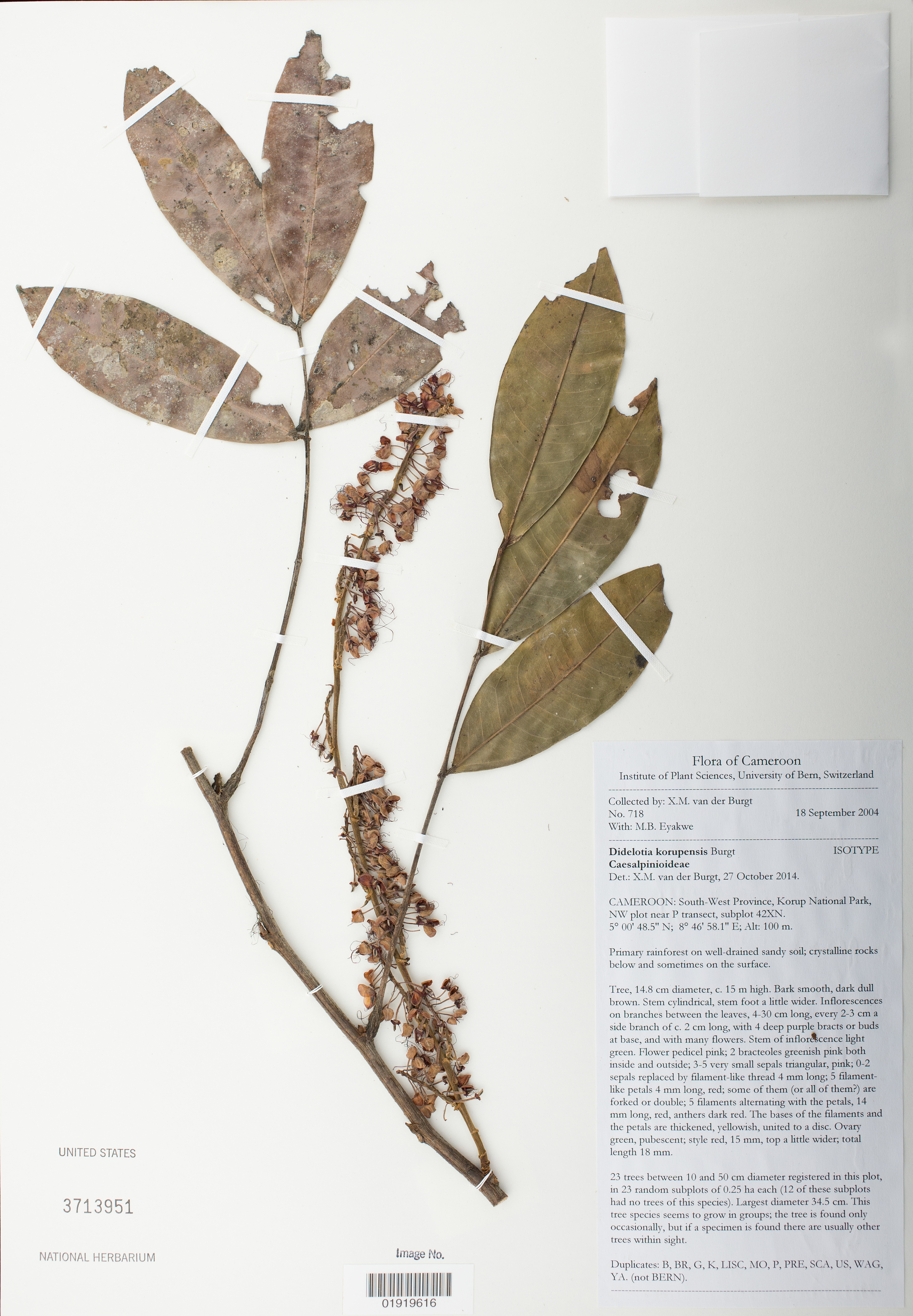
Didelotia korupensis[5].
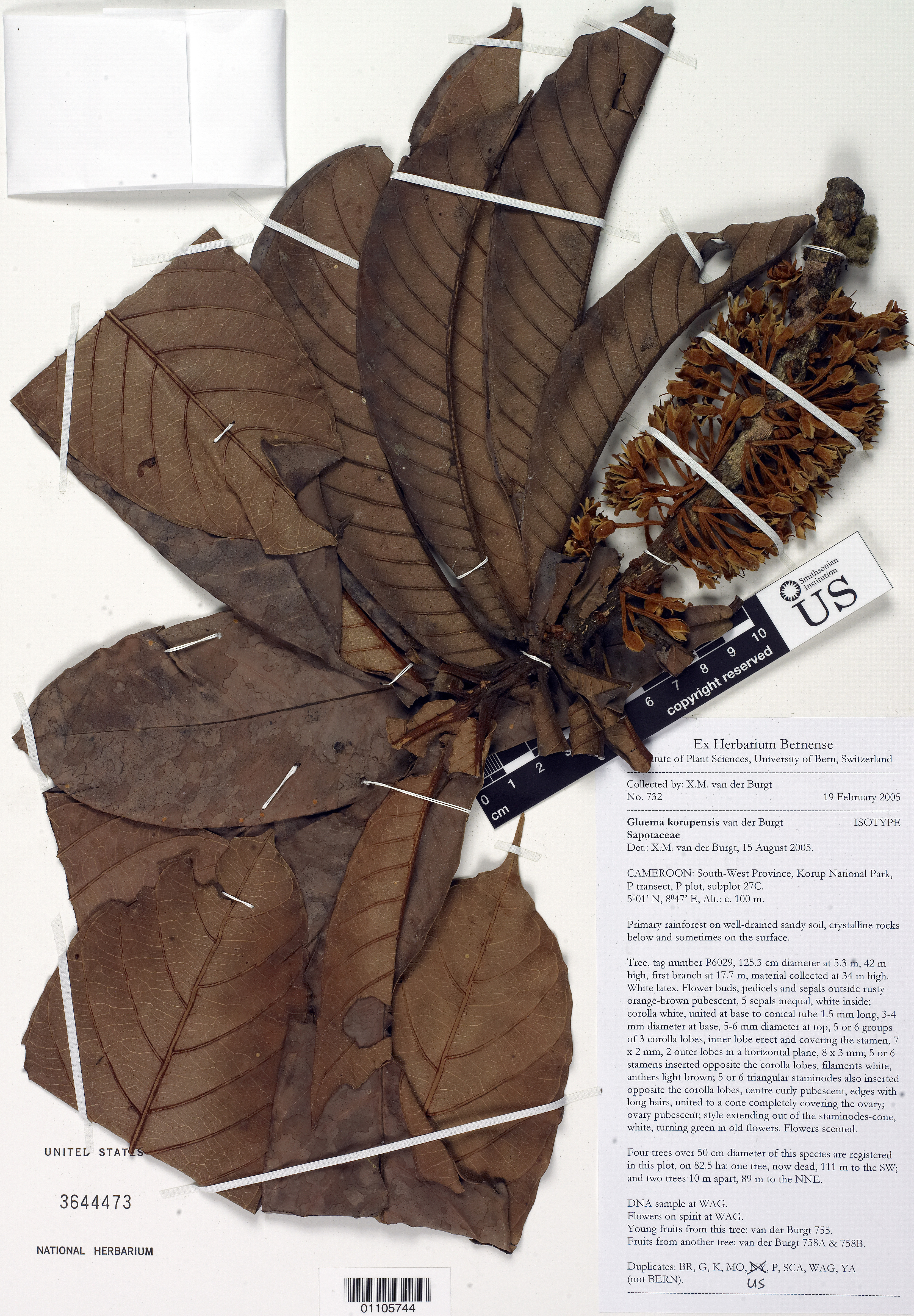
Gluema korupensis[5].
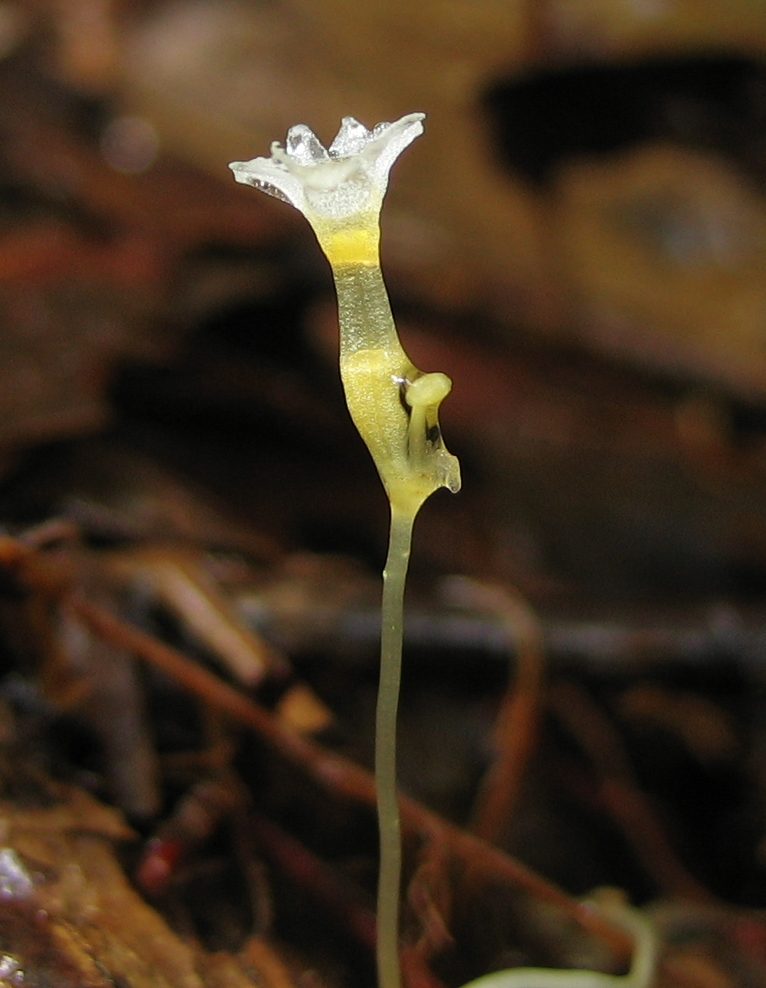
Gymnosiphon bekensis.
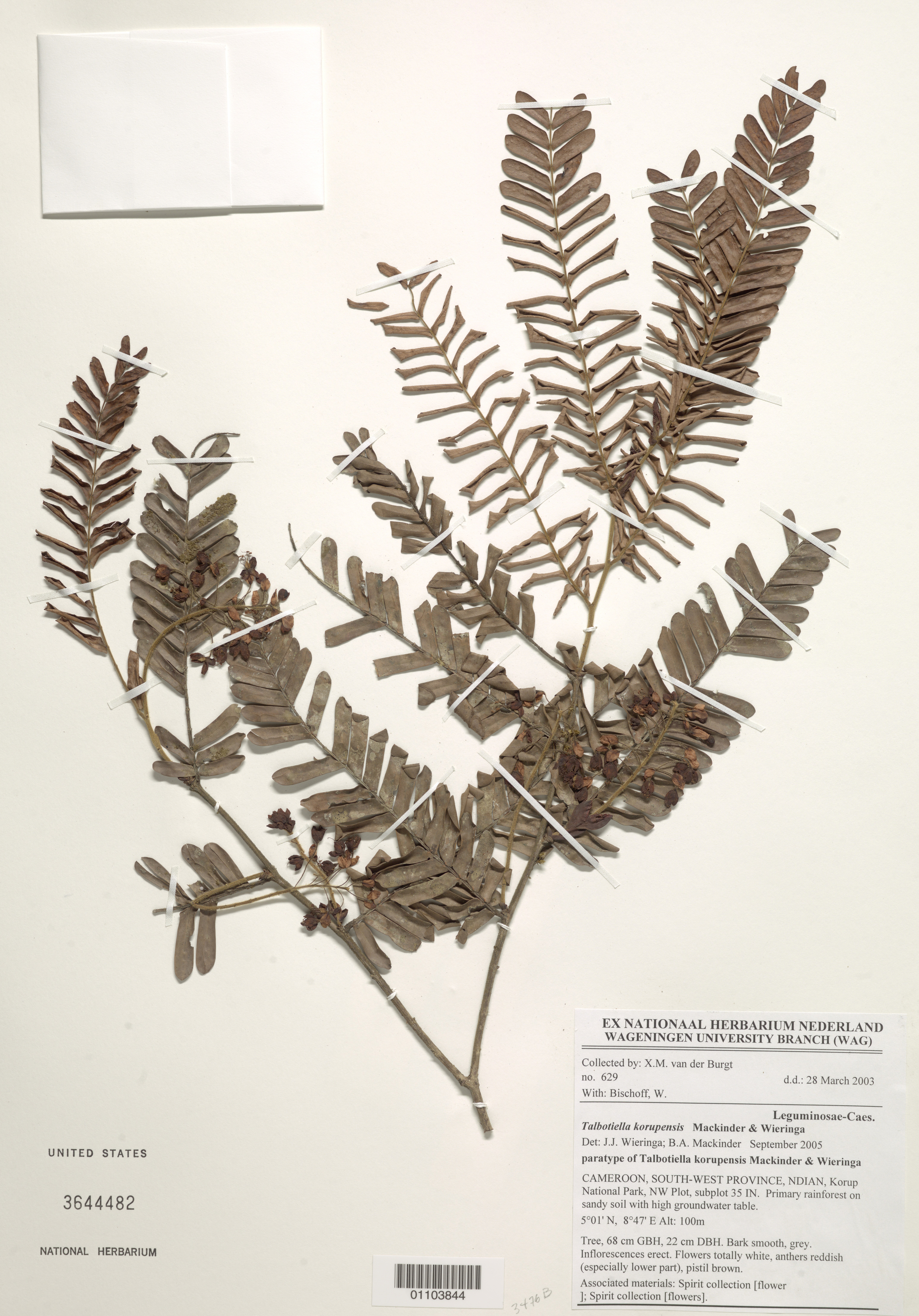
Talbotiella korupensis[5].
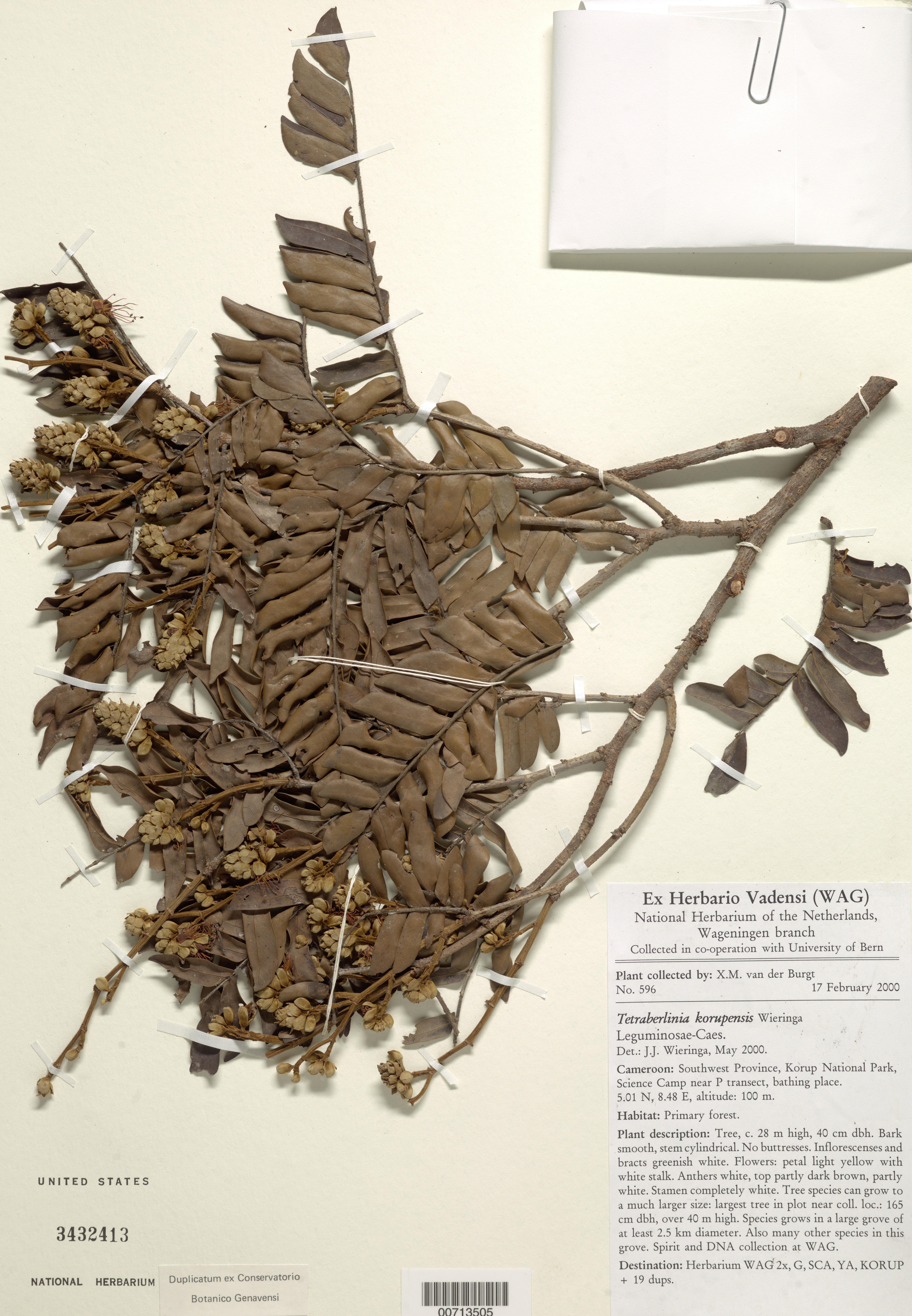
Tetraberlinia korupensis[5].
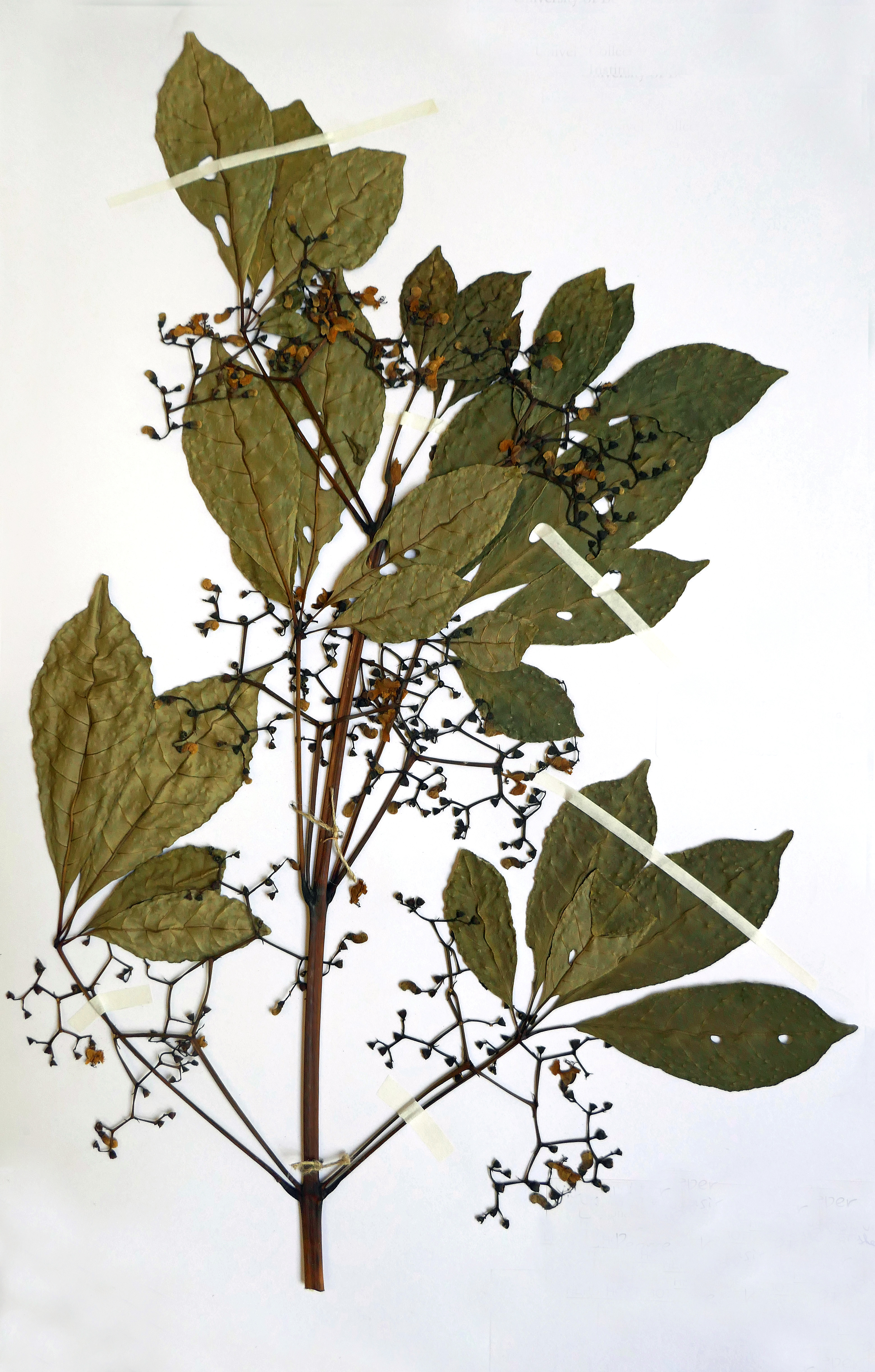
Vitex lokundjensis[6].

## Faune
On y a dénombré 161 espèces de mammifères appartenant à 33 familles, dont plusieurs sont menacées de disparition, telles que l'éléphant (Loxodonta africana cyclotis), le chimpanzé (Pan troglodytes), le drill (Mandrillus leucophaeus) ou le léopard (Panthera pardus leopardus). Le PNK est en particulier un site d’importance majeure pour la conservation des primates : il abrite le quart de toutes les espèces de primates d'Afrique.
Ont également été recensées 410 espèces d’oiseaux appartenant à 53 familles, 82 espèces de reptiles, 130 espèces de poissons, 480 espèces de papillons, 3 espèces de crocodile, 55 espèces des chauves-souris,  55 espèces des serpents, 47 espèces des rongeurs, 89 espèces de grenouilles et crapauds, 15 espèces de lézards, 2 espèces de tortues terrestres et 2 espèces de tortues aquatiques.

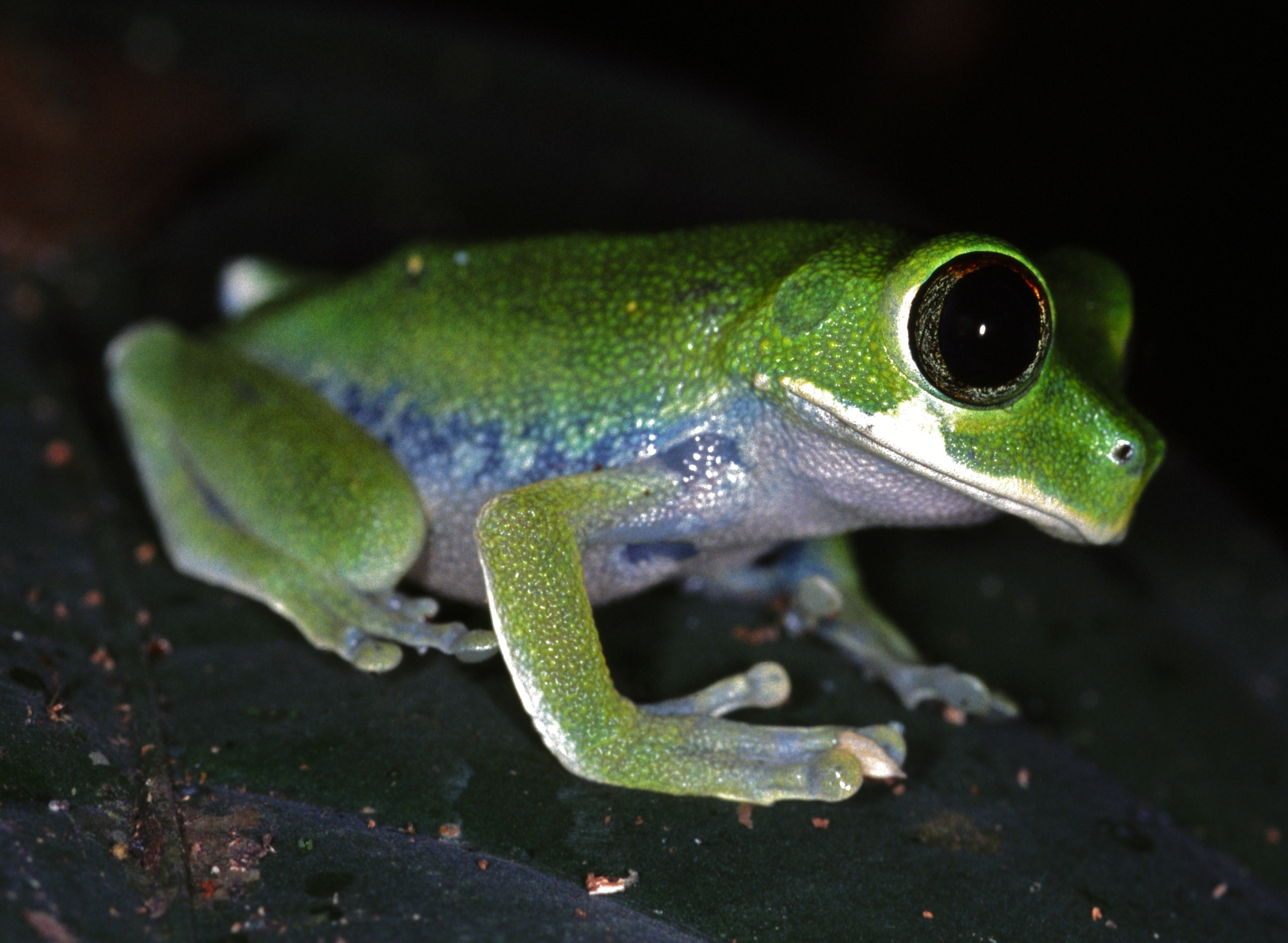
Leptopelis brevirostris.
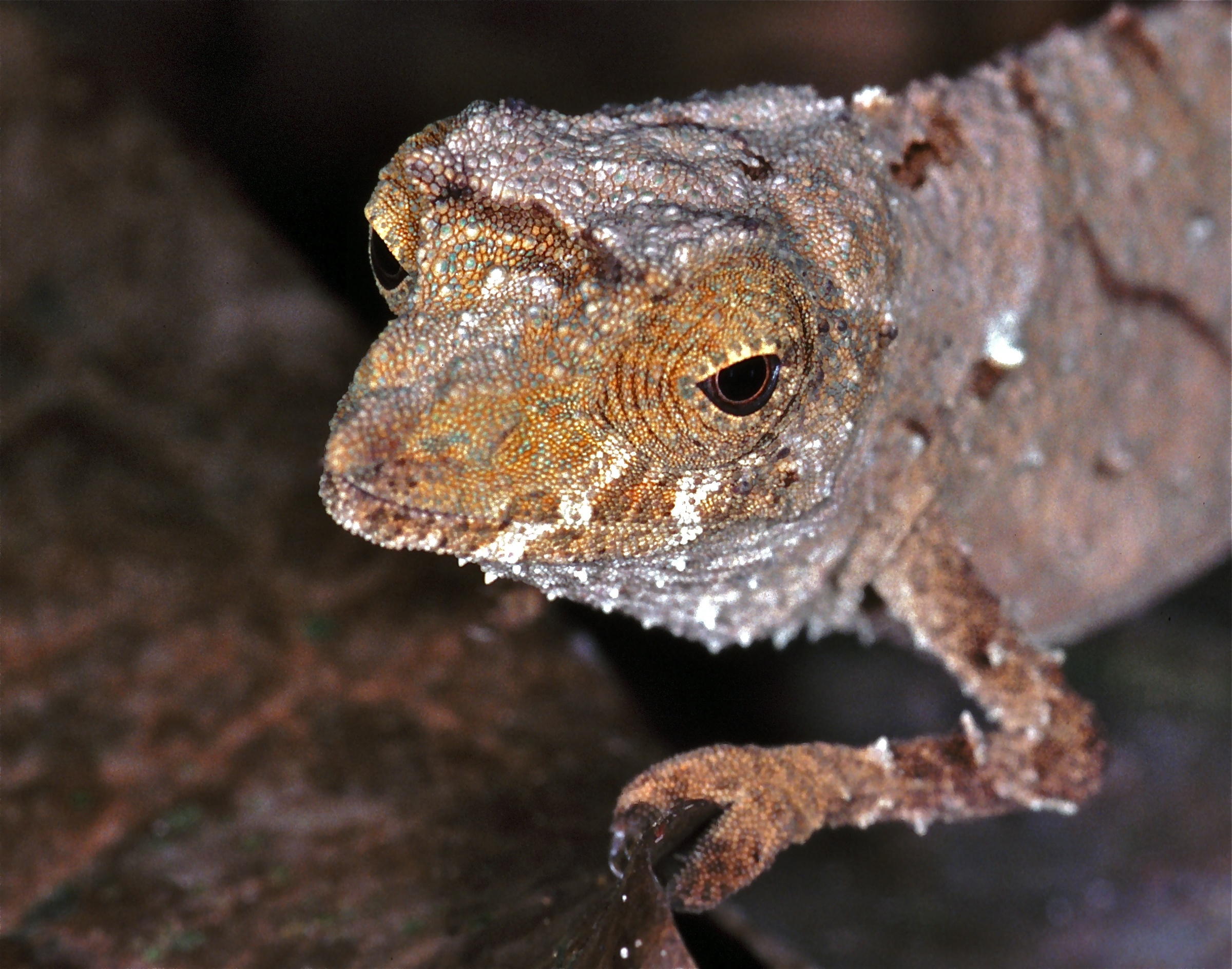
Rhampholeon spectrum
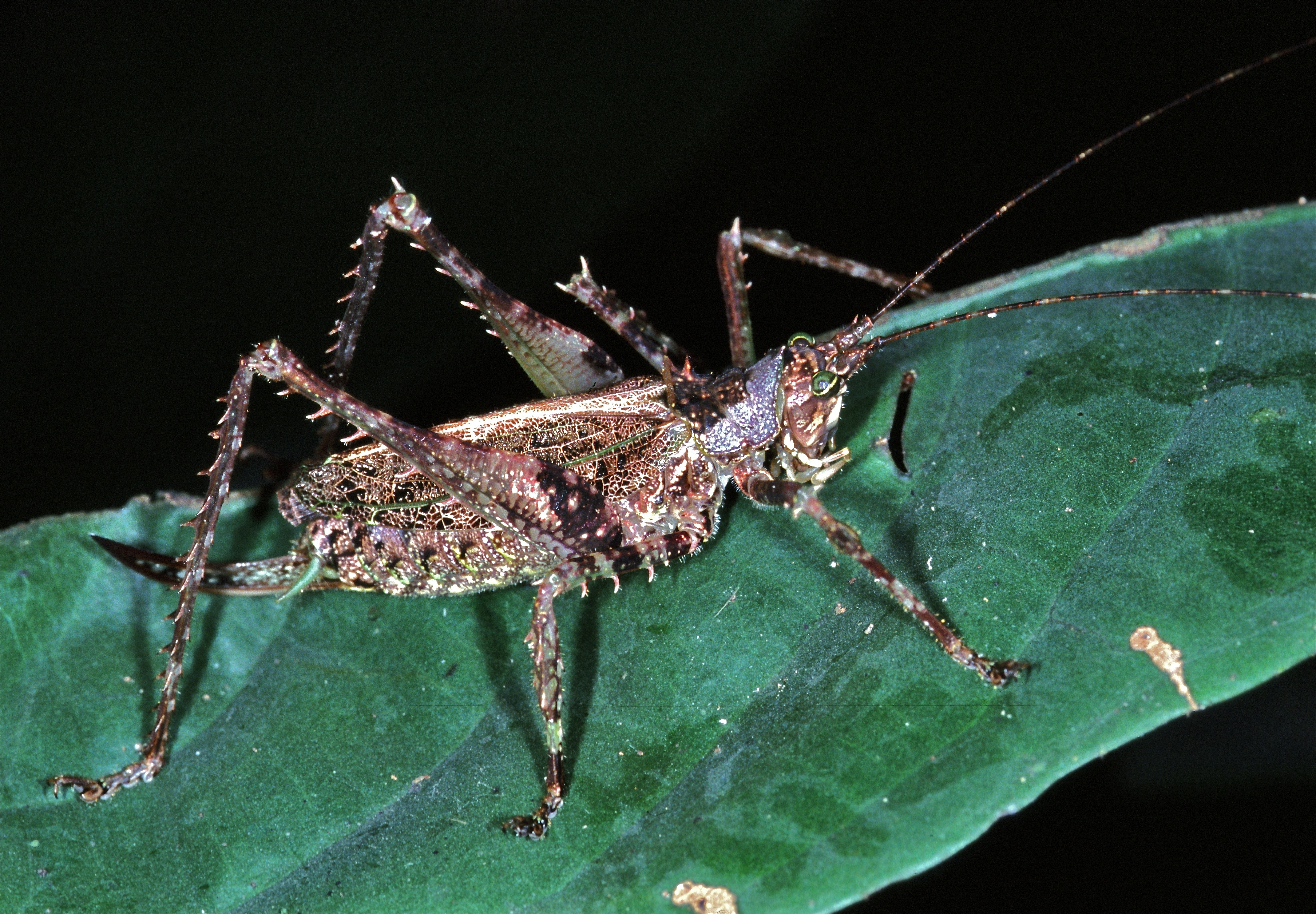
Batodromeus subulo.
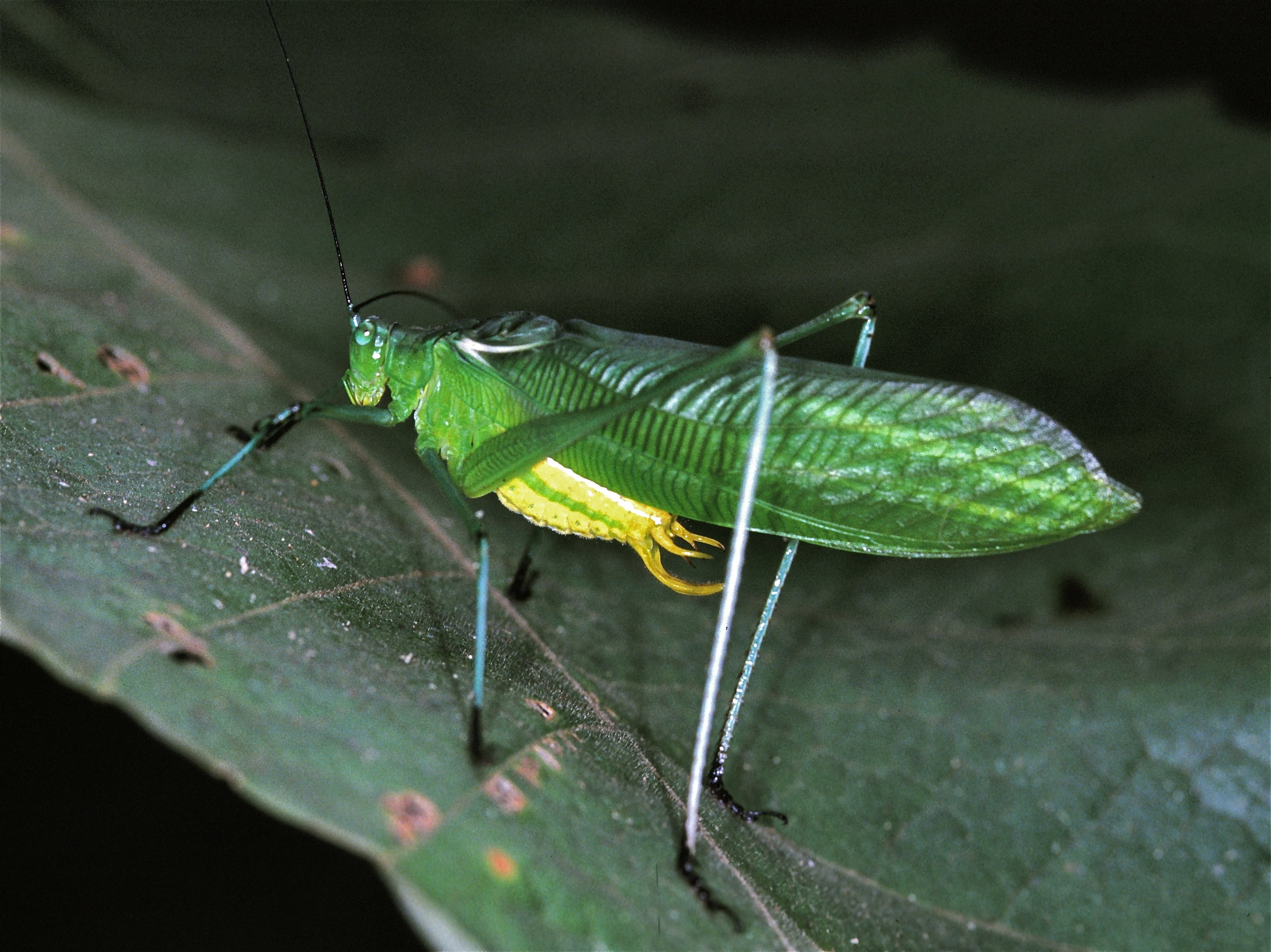
Zeuneria melanopeza.
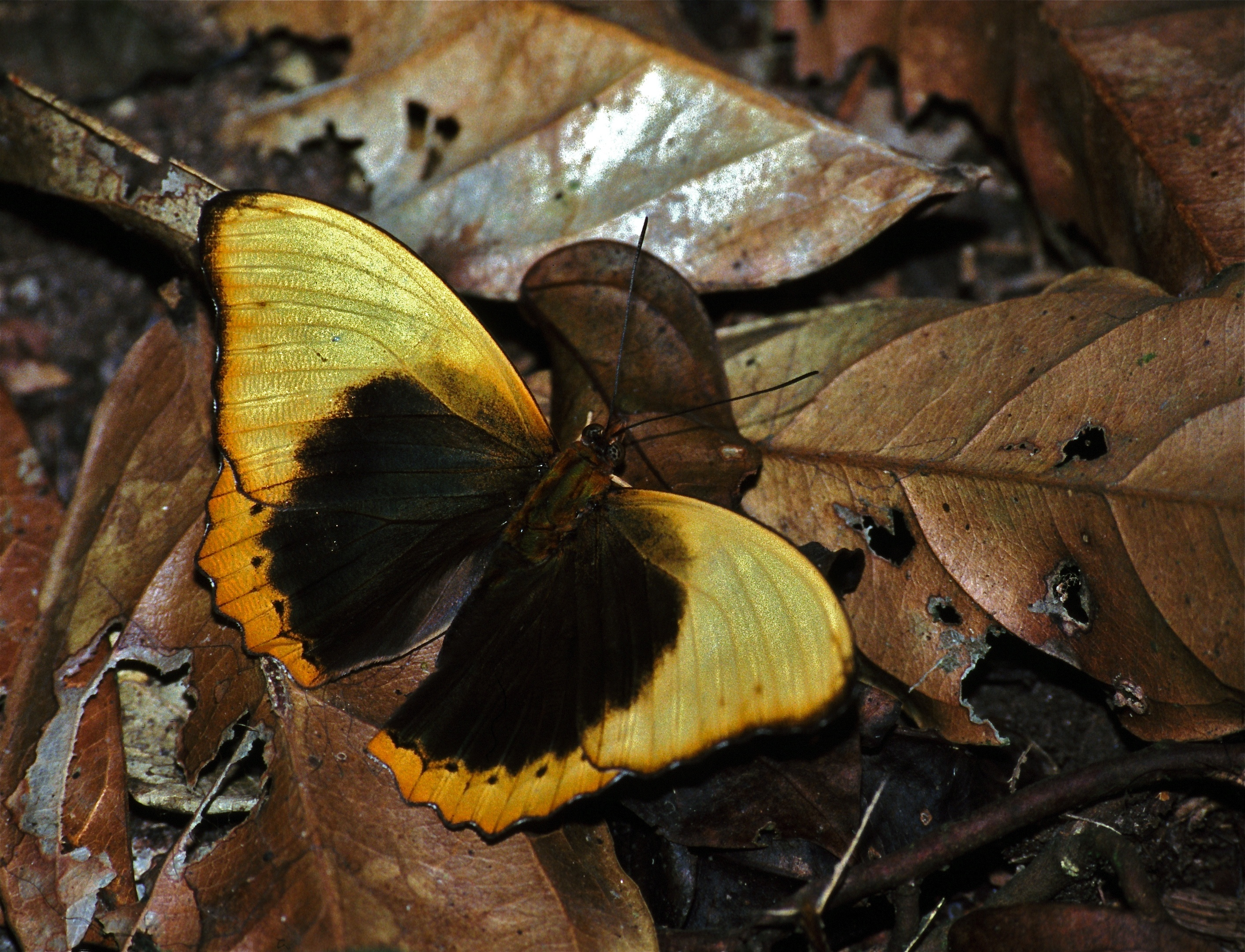
Cymothoe fumana fumana.
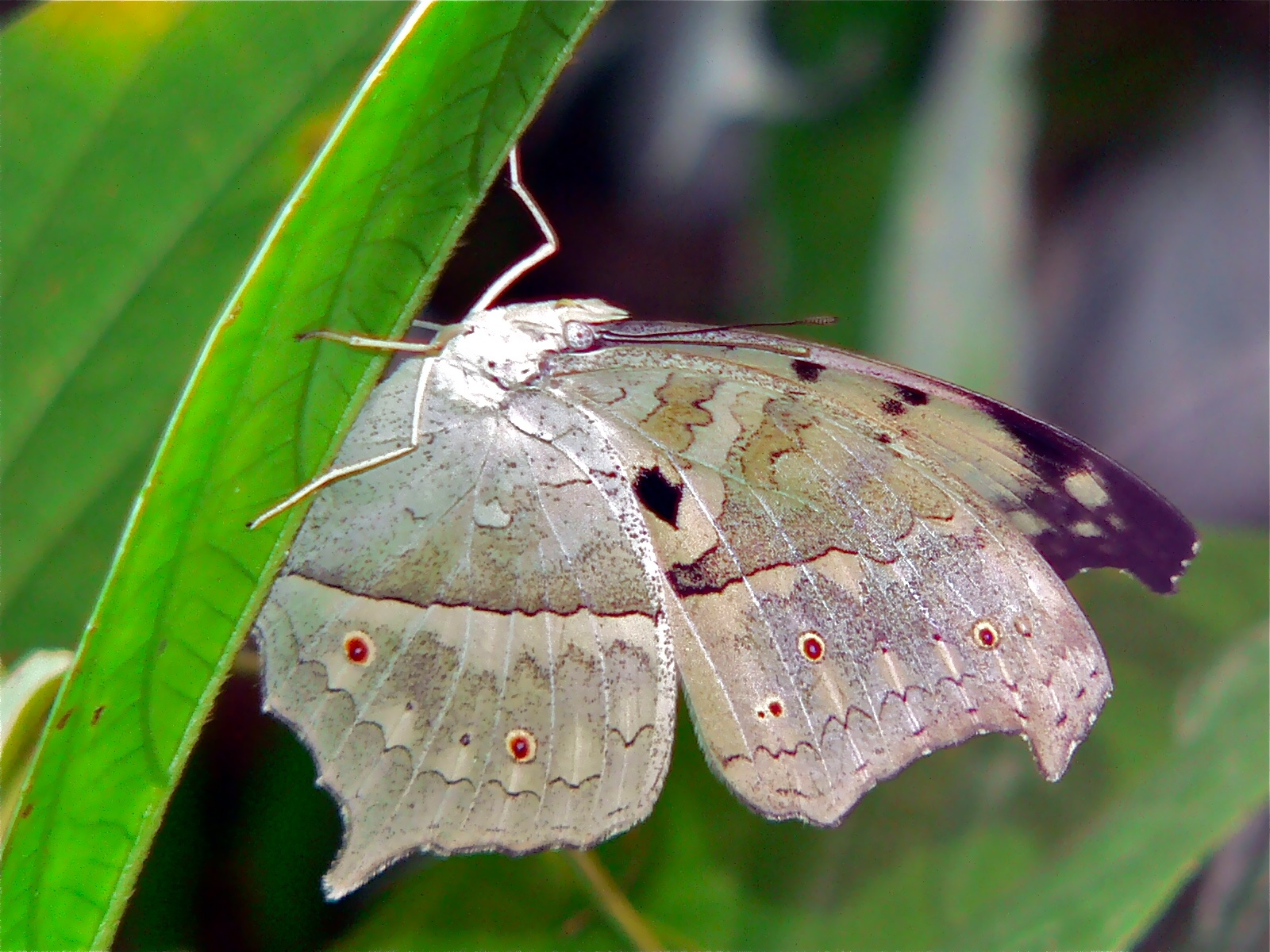
Protogoniomorpha parhassus.

## Tourisme

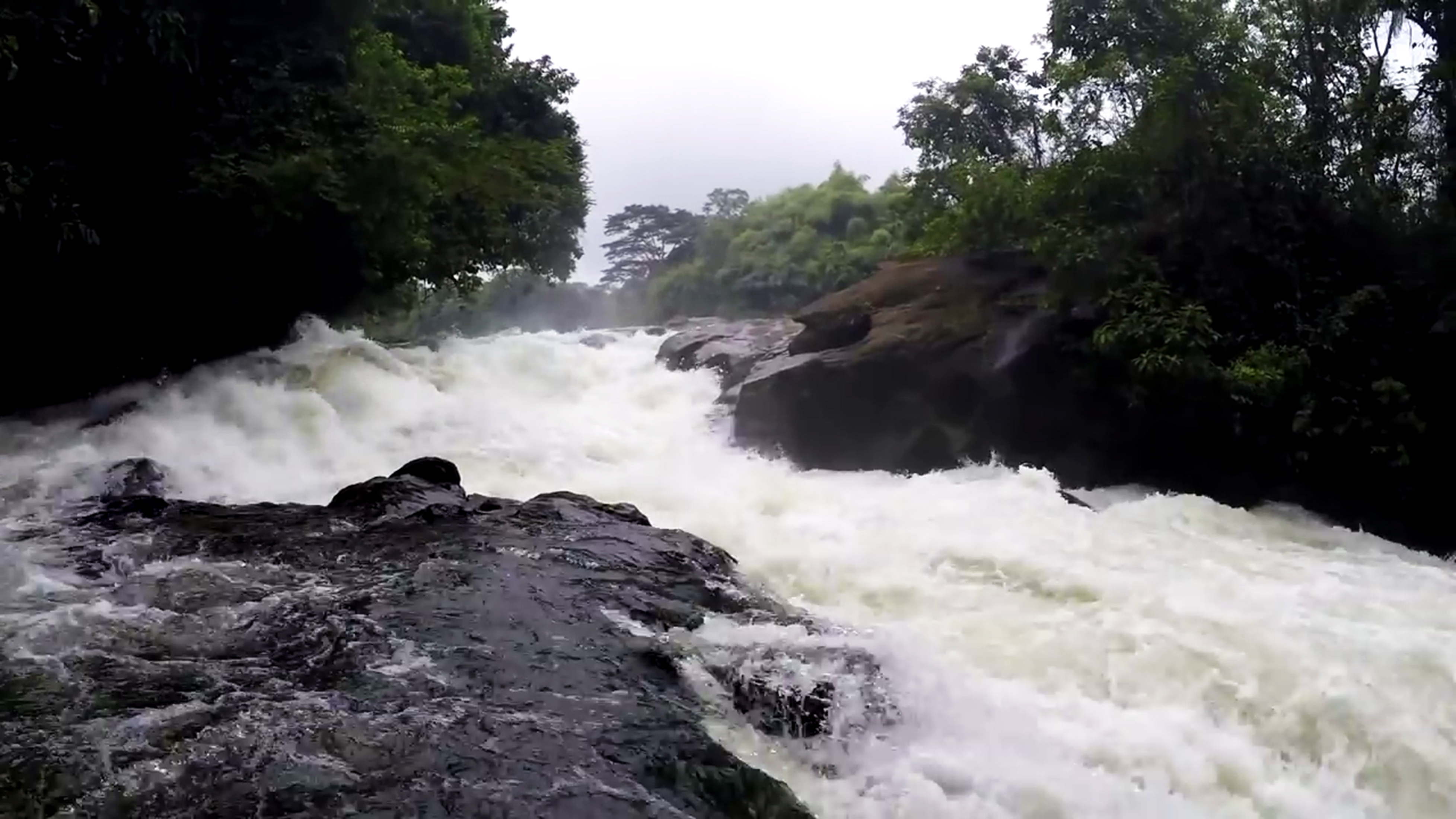
Chute d'eau.

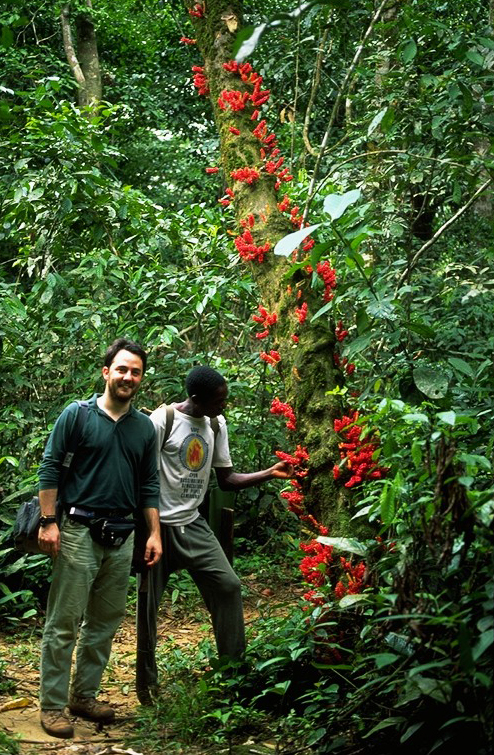
Visiteurs.

### Filmographie
- (en) Fragile Earth : African rainforest : Korup, film de Phil Agland, Partidge Films, 1982 (VHS)